# Zapadlej krám
Zapadlej krám è il secondo singolo della cantante pop rock ceca Ewa Farna estratto dal suo album di debutto Měls mě vůbec rád.

## Classifiche
| Classifica (2007)       | Posizione massima |
| ----------------------- | ----------------- |
| Czech Singles Chart     | 7                 |
| Slovakian Singles Chart | 32                |